# ألفبائية

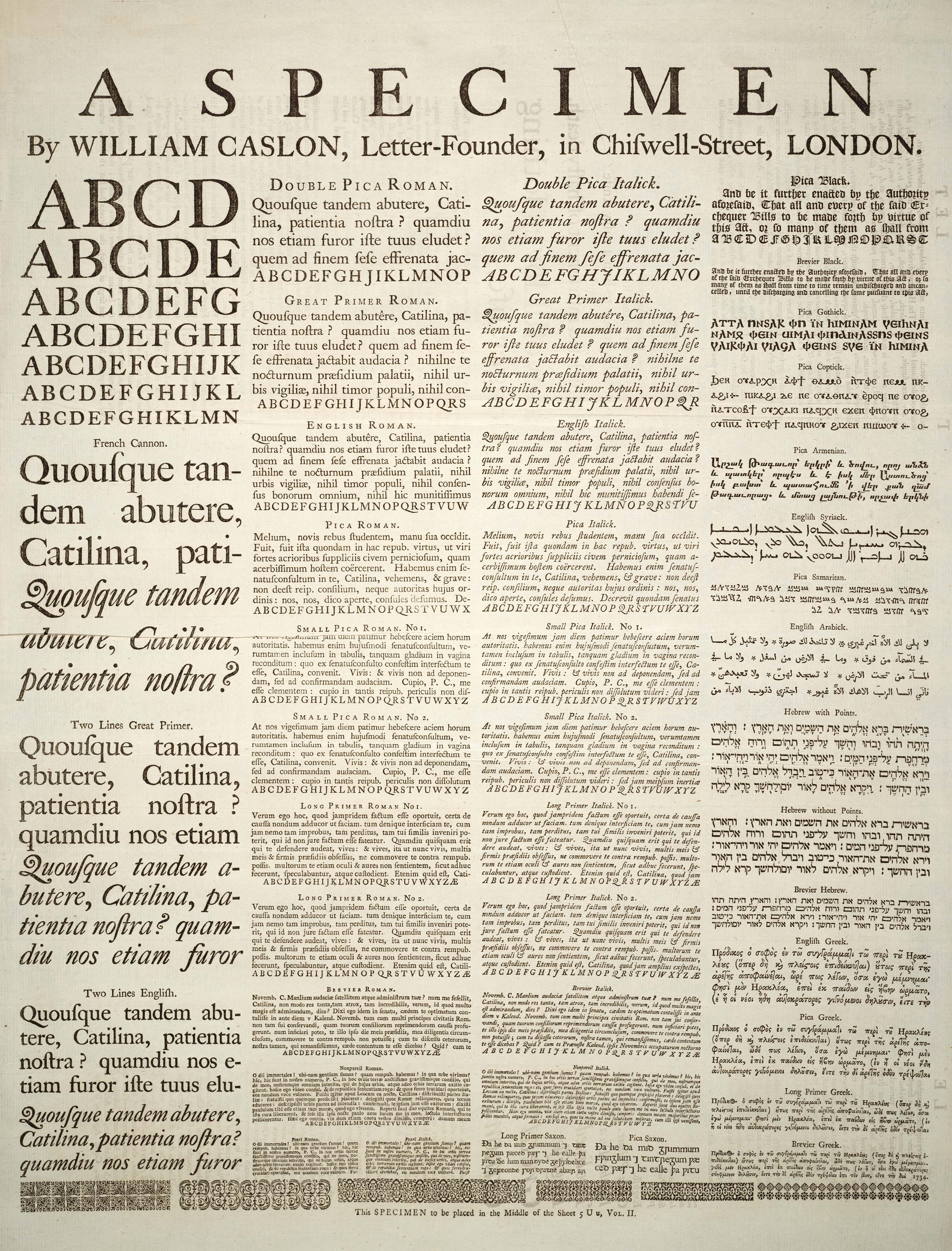

نظم كتابة العالم

الألِفْبائية أو الألِفباء أو الأبجدية[بحاجة لدقة أكثر] مجموعة نموذجية من الحروف (وحدات كتابية أو رموز أساسية مكتوبة) تمثِّل مقاطع لفظية (أصواتًا أساسيةً معيَّنة) للغة منطوقة في نظامها الكتابي. وهي تخالف أنظمة الكتابة الأخرى التي من قبيل: الأنظمة المقطعية (كل رمز فيها يمثل مقطعًا لفظيًّا)، وأنظمة الرسوم اللفظية (كل رمز يمثل كلمة أو مُورفيمًا أو وحدة دلالية).
أول نظام كتابة صوتي متكامل هو النظام الكنعاني الأوّلي -الذي عُرف لاحقًا بالألِفْبائية الفينيقية-، ويُعد أول ألِفْبائية، وهو أصل معظم الألفبائيات الحديثة التي منها العربية واليونانية واللاتينية والكريلية والعبرية وربما البَرهامية. لكن بيتر تي دانيلز يميز بين الأبوغيدا (أو الألفبائية المقطعية) من حيث كونها وحدات كتابية تمثل حروفًا أساسية صامتة تُغيِّرها علامات التشكيل لتكُون حروف لين (كما في الديوَناكَري وغيره من أنظمة كتابة جنوب آسيا)، والأبجدية التي تكون أغلب حروفها -أو كلها- صوامت (كما في الفينيقية والعبرية والعربية)، والألفبائية من حيث كونها وحدات كتابية تمثل حروف اللين والصوامت معًا. وعلى هذا المعنى المحدود تكون أول ألفبائية «حقيقية» هي الألفبائية اليونانية، التي قامت على أساس الألفبائية الفينيقية المبكرة.
تُستعمَل حاليًّا عشرات الألفبائيات، لكن أشهرها الألفبائية اللاتينية المشتقة من اليونانية، وقد اتُّخذت في لغات أخرى بعد تعديلها بإضافة علامات تشكيل. ومعظم الألفبائيات حروفها خطية (كتابة خطية)، لكن لهذا استثناءات، منها ألفبائية بريل. وأطول ألفبائية: النظام الخميري المستعمَل في كمبوديا، فهو من 74 حرفًا.
عادة ما يكون لحروف الألفبائيات ترتيب نموذجي. وهذا يجعلها نافعة في الترتيب، أي في إتاحة ترتيب الكلمات ترتيبًا أبجديًّا، ونافعة أيضًا أن تكون بديلة «لترقيم» عناصر مرتَّبة بالفعل، كما في «القوائم المرقَّمة» ومواضع الأرقام.

## التأثيل
انتقلت كلمة alphabet الإنجليزية إلى الإنجليزية الوسطى من كلمة alphabetum اللاتينية المتأخرة، التي يرجع أصلها إلى اليونانية ἀλφάβητος (alphabētos). والكلمة اليونانية متألفة من اسمي أول حرفين: α ألفا (alpha)، وβ بيتا (beta). واسما الحرفين اليونانيَّين مأخوذان من أول حرفين في الألفبائية الفينيقية: ألِف (aleph، وتعني أيضًا: ثور)، وبِيت (bet، وتعني أيضًا: بَيْت).
أحيانًا ما يُستعمل مصطلح «إيبيسية» (ABCs) بدل مصطلح ألفبائية، كما في عبارة الأغنية الإنجليزية: "Now I know my ABCs"، وهي عبارة ربما استُعملت مجازيًّا أيضًا للتعبير عن معرفة الأساسيات، كما يقال في العربية: فلان لا يعرف ألِفْباء كذا.

## تاريخها

### ألفبائيات شمال إفريقيا والشرق الأوسط القديمة
بدأ تاريخ الألفبائية في مصر القديمة. تألف نظام كتابة المصريين من نحو 24 هيروغليفًا (تُدعى أحاديّات الحروف) لتمثيل المقاطع اللفظية التي تبدأ في لغتهم بصامت واحد، مع صوت لين (أو دون صوت اللين) يقدِّمه المتحدث الأصلي. وكانت هذه الصور الرمزية تُستعمل أدلةً لنطق الرسوم اللفظية، وتُستعمل في كتابة التصريفات النحوية، ولاحقًا في تسجيل الكلمات الدخيلة والأسماء الأجنبية.
استخدم المصريون القدماء نظام الكتابة التصويري الهيروغليفي في الألف الثالث قبل الميلاد، حيث كانت الصور والرموز تعني كلمات ومقاطع صوتية، يعتبر بعض علماء اللغويات أن الكتابة الهيروغليفية كانت الأساس للكتابة السامية الأولى (الكتابة السيناوية الأولية أو الكنعانية القديمة).

### الأبجدية السيناوية الأولية (الكنعانية القديمة)
يعتقد بعض العلماء أن الشعوب السامية اخترعوا نظام كتابة خاص بهم في سيناء أو بلاد كنعان (فلسطين)، كان نظام الكتابة مأخوذ من الرموز الهروغليفية باستبدال الصور الهرغليفية وتعديلها لتصبح رموز تدل على أصوات وبهذا يمكن اعتبارها أول كتابة أبجدية حوالي 1500 ق.م، وقد عثر على أقدم نص من هذه الأبجدية في سيناء لذلك سميت الأبجدية السيناوية.

### الأبجدية الفينيقية
ابتكر الفينيقيون نظام كتابة أبجدي يتكون من 22 حرفاً عُرف بالأبجدية الفينيقية
حوالي عام 1000 ق.م، وكانت هذه الحروف تمثل الأصوات الساكنة فقط (صوامت) بدون الأصوات الصائتة، يجد العلماء صعوبة في ايجاد علاقة بين الأشكال المستخدمة في الأبجدية الفينيقية والأبجدية السيناوية الأولى الا أنهم يعتقدون بوجود علاقة بينهما مما جعل بعض العلماء يعتقد أن الأبجدية الفينيقية هي تطوير للأبجدية الكنعانية التي سبقتها.

### الأبجدية اليونانية (الإغريقية)
كان اليونانيون على تواصل تجاري مع الفينيقين، وأخذوا عنهم أبجديتهم مع ادخال بعض التعديلات عليها للتناسب مع أصواتهم حوالي 800 ق.م، حيث عكسو أسلوب الكتابة وجعلوه من اليسار لليمين، استخدم اليونانيون نفس الحروف الفينيقية للتعبير عن الأصوات المشتركة، أما الحروف الزائدة التي لا يوجد لها مقابل صوتي باليونانية فقد استخدموها لتمثيل الأصوات الصائتة، كما أخذ اليونانيون أسماء الحروف الفينيقية (أُلَفْ، بِتْ، كُوْمَل، دُوُلَذ .. لتصبح أَلْفا، بيتّا، غاما، ذيلتا..).
ومن المتفق عليه أن الأبجدية اليونانية هي أصل الأبجدية اللاتينية التي استخدمتها معظم اللغات الأوروبية لاحقاً والتي اسموها (ألفابت alphabet) لأنها تبدأ بالحرفين اليونانين (أَلْفا، بيتّا).
- الأبجدية السيرلية (الكيرلية): تطورت الأبجدية السيرلية من الأبجدية اليونانية في القرن التاسع الميلادي في بلغاريا، وتستخدم اليوم لكتابة عدة لغات سلافية كالروسية والبلغارية بالإضافة لبعض اللغات غير السلافية.

### الأبجدية الآرامية
ظهرت الأبجدية الأرامية حوالي 1000 ق.م وطورها الآراميون في سوريا الداخلية عن الأبجدية الفينيقية ثم ما لبثت أن أصبحت أهم الأبجديات التي تستخدم في منطقة الهلال الخصيب والأناضول، وتطورت عنها لاحقاً أبجديات لكتابة لغات سامية كالأبجدية العبرية المربعة والأبجدية النبطية والأبجدية السريانية. ولغات غير سامية كالأبجدية الفارسية القديمة (الأبجدية البهلوية) في نهاية القرن الثالث قبل الميلاد.

### الأبجدية العربية
تختلف الروايات في أصل الأبجدية العربية، فمنها ما يرجعها للخط المسند الحميري إلا أن الدراسات المقارنة والباحثون المحدثون فقد ذهبو إلى أن الأبجدية العربية اشتقت من الخط النبطي حيث انتقل الخط النبطي من ديار النبط في الشمال إلى دومة الجندل والحجاز فمكة والمدينة في الفترة بين القرن الثالث ونهاية القرن السادس الميلادي.
حيث استقرت الأبجدية العربية على الصورة المعروفة اليوم، رغم ادخال تعديلات عليها بإضافة النقاط والحركات ولكن بقيت محافظة على شكلها الأساسي.

### البراهمية
الكتابة البراهمية هو نظام الكتابة الأول في الهند نشأ في بدايات القرن الرابع قبل الميلاد، ويعتقد بعض العلماء أنه مأخوذ عن الأبجدية الآرامية، وتعد الكتابة البراهمية الأصل للعديد من الأبجديات في الهند وما ورائها كالجوبتية التي نشأت عنها ثم الأبجدية الديفانجرية في القرن الأول الميلادي.

### الأبجدية الأرمنية
وضع الراهب ميسروب الأبجدية الأرمنية حوالي عام 405 م لكتابة اللغة الأرمنية، ويختلف العلماء في الأبجدية التي طور منها ميسروب أبجديته، حيث يرجعها البعض إلى اليونانية والبعض الآخر للسريانية أو البهلوية.